# SAMOS 10
SAMOS 10 (ang. Satellite And Missile Observation Satellites) – amerykański satelita rozpoznawczy programu SAMOS, serii E-6.

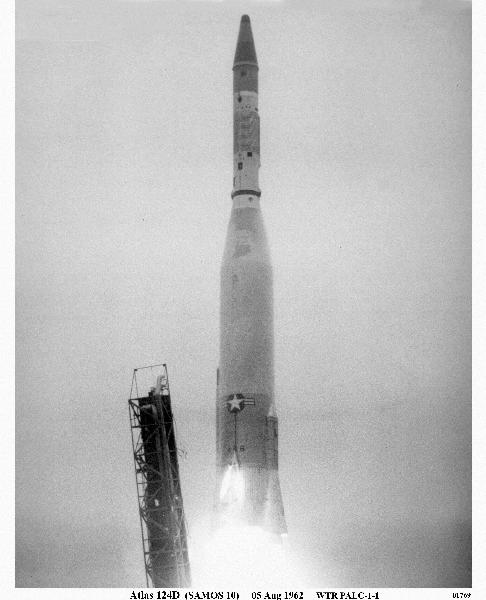
Start rakiety Atlas z satelitą SAMOS 10

## Kapsuła czy przekaz radiowy?
Nie jest rzeczą pewną, jak SAMOS 10 przekazywał wykonane zdjęcia. Niektóre źródła mówią, że przesyłano je drogą radiową, co spowodowało również, że zdjęcia miały niską jakość. Inne, że statek posiadał kapsułę powrotną (skatalogowaną jako 1962 Alpha Lambda 2). Położenie satelity było stabilne i działał on poprawnie, z wyłączeniem ładunku, który ponoć nie pracował. Pojazd został zdeorbitowany już po jednym dniu. Odzyskanie kapsuły prawdopodobnie nie powiodło się.